# Kognitive Flexibilität
Kognitive Flexibilität bezeichnet die Fähigkeit, verschiedene Denkweisen und Vorstellungen zu entwickeln und sie in unterschiedlichen Situationen einzusetzen. Sie umfasst die Steuerung und Anpassung von Denkprozessen, den Wechsel zwischen Regeln und entsprechenden Verhaltensweisen sowie das gleichzeitige Aufrechterhalten mehrerer Gedanken und das Verschieben der Aufmerksamkeit zwischen diesen. Ursprünglich wurde kognitive Flexibilität als eine Exekutivfunktion verstanden, also als Teil der Steuerungsmechanismen des Denkens und Handelns. Viele psychologische Tests zur Flexibilität basieren weiterhin auf dieser Annahme. Neuere Ansätze beschreiben kognitive Flexibilität aber auch als eine Eigenschaft des Gehirns, die einen flexiblen und anpassungsfähigen Wechsel zwischen verschiedenen Hirnfunktionen ermöglicht.

## Pädagogische Psychologie
Die Theorie zur Kognitiven Flexibilität (cognitive flexibility) wurde von einer Arbeitsgruppe um R.J. Spiro an der Columbia University (USA) entwickelt. Im Mittelpunkt stehen die Multiperspektivität des Erlernten und die multiplen Kontexte. Eine Möglichkeit, die Multiperspektivität umzusetzen, besteht darin, Lernende mit möglichst vielen Anwendungssituationen zu konfrontieren, in denen neu entwickelte Kompetenzen zum Tragen kommen können.
Lernumgebungen sollen Inhalte aus möglichst unterschiedlichen Perspektiven und in unterschiedlichen Zusammenhängen beleuchten, damit später der Wissenstransfer in ungewohnte Situationen möglich ist. Es wird davon ausgegangen, dass sich diese Lernszenarios insbesondere für hochkomplexe Inhalte in wenig strukturierten Gebieten eignet (z. B. Medizin). Auf diese Weise ist es möglich, domänenspezifisches Wissen zu vernetzen, um flexibel einsetzbare Kompetenzen zu entwickeln.
Um im instruktionalen Prozess eine Übersimplifizierung beim Erwerb und Transfer komplexen Wissens zur Entwicklung hypertextbasierter Lernumgebungen zu vermeiden, werden fünf Prinzipien empfohlen (Jacobsen, & Spiro, 1995, S. 303–304):
1. Benutzung multipler konzeptueller Wissensrepräsentationen (verschiedene Themenbereiche, Schemata, Analogien, Sichtweisen und Kontexte). Dadurch kann Wissen aus verschiedenen Perspektiven analysiert und reflektiert werden.
2. Verbinden und „Zuschneiden“ abstrakter Konzepte durch unterschiedliche Fallbeispiele, um Lernenden die Nuancen und Veränderlichkeit der Konzepte in unterschiedlichen Zusammenhängen zu verdeutlichen.
3. Frühe Einführung in die Komplexität von Wissensdomainen, um die Aufnahme isolierten Wissens zu vermeiden. Der Grad an Komplexität muss so gering sein, um von den Studierenden noch kognitiv verarbeitet werden zu können, aber so hoch um verschiedene konzeptuelle Elemente zu reflektieren.
4. Hervorhebung des netzartigen Charakters von Wissen, um die Fähigkeit der Lernenden zu schulen, Wissen in verschiedenen Situationen anzuwenden und den Aufbau „trägen“, nicht anwendbaren Wissens zu vermeiden.
5. Förderung einer „Wissensmontage“, das die Zusammenstellung flexibler Wissenskonzepte und Fallbeispiele in einer neuen Situation ermöglichen soll.

## CSCL-Forschung
Die Theorie zur Kognitiven Flexibilität beschäftigt sich explizit mit den Bedingungen zum Wissenserwerb in Hypertext- und Netzwerkumgebungen. Es wird sich an den Prinzipien nach Jacobson & Spiro orientiert, um Designregeln zur Gestaltung von komplexen CSCL-Umgebungen (besonders im Hochschulbereich) abzuleiten (Haake, Schwabe, & Wessner, 2012, S. 53).

## Kritik
Bisher fehlen umfassende empirische Ergebnisse zu diesem Ansatz.
Schulmeister (2012) bezeichnet den aus der Psychologie stammende Ansatz als Pseudo- oder Partialtheorie (S. 78). Er kritisiert, dass die Theorie von Spiro und Jehng zu häufig unter metaphorischen Gesichtspunkten erläutert wird. Außerdem hinterfragt er, ob die Theorie zur Kognitiven Flexibilität tatsächlich als konstruktivistischer Ansatz angesehen werden kann (S. 80).